# Олга Кефалогиани
Олга Кефалогиани (грч. Όλγα Κεφαλογιάννη, рођена 29. априла 1975) је грчка политичарка, бивша министарка туризма 2012—2015. и народни посланик, представља странку Нова демократија.

## Биографија
Рођена је 29. априла 1975. у Атини као ћерка бившег министра и члана хеленског парламента Јоаниса Кефалогијаниса. Дипломирала је право на Универзитету у Атини 1997. Магистрирала је привредно и пословно право на Кингс колеџу у Лондону 1998. Године 2006. је завршила други мастер из међународних односа на Универзитету у Медфорду. Два пута је бирана у критској префектури Ретимно на општим изборима 2007. и 2009. године. На парламентарним изборима маја 2012. је изабрана за посланика у округу А атинске изборне јединице. Поново је изабрана на исту функцију на парламентарним изборима јуна 2012, као и на парламентарним изборима 2015. Била је удата за грчког бизнисмена Маноса Пентерудакиса 2010—2020, а 3. маја 2021. се удала за композитора Миноса Матсаса у Спецесу. Објавила је 8. маја да је трудна са близанцима. Написала је књигу Улога Европске уније по питању Кипра.